# Guarea
Genre
Guarea est un genre de plantes de la famille des Meliaceae.

## Liste des espèces et sous-espèces
Selon Catalogue of Life (7 mars 2020) :
- Guarea adenophylla Al.Rodr.
- Guarea aguilarii Al.Rodr.
- Guarea anomala T.D.Penn.
- Guarea arcuata Coronado
- Guarea blanchetii C.DC.
- Guarea carapoides Harms
- Guarea carinata Ducke
- Guarea cartaguenya Cuatrec.
- Guarea casimiriana Harms
- Guarea caulobotrys Cuatrec.
- Guarea ciliata Al.Rodr.
- Guarea cinnamomea Harms
- Guarea constricta Al.Rodr.
- Guarea convergens T.D.Pennington
- Guarea corrugata Cuatrec.
- Guarea corticosa Al.Rodr.
- Guarea costata A.Juss.
- Guarea crispa T.D.Pennington
- Guarea cristata T.D.Pennington
- Guarea ecuadoriensis W.A.Palacios
- Guarea eriorhachis Harms
- Guarea gentryi Coronado
- Guarea glabra Vahl
- Guarea gomma Pulle
- Guarea gracilis T.D.Penn.
- Guarea grandifolia DC.
- Guarea grossa T.D.Penn.
- Guarea guentheri Harms
- Guarea guidonia (L.) Sleum.
- Guarea hoffmanniana C.DC.
- Guarea humaitensis T.D.Pennington
- Guarea inesiana Al.Rodr.
- Guarea jamaicensis Proctor
- Guarea juglandiformis T.D.Pennington
- Guarea kunthiana A.Juss.
- Guarea lozanii M.E.Morales-Puentes
- Guarea luciae H.de Souza Barreiros
- Guarea macrocalyx Al.Rodr.
- Guarea macropetala T.D.Pennington
- Guarea macrophylla M.Vahl
- Guarea megacostata T.D.Penn.
- Guarea mexicana Coronado
- Guarea michel-moddei T.D.Pennington & S.A.Mori
- Guarea montana Al.Rodr.
- Guarea pendula Silva Ramalho, A.L.Pinheiro & T.D.Pennington
- Guarea penningtoniana M.E.Morales-Puentes
- Guarea persistens W.Palacios
- Guarea petenensis Coronado
- Guarea pilosa Al.Rodr.
- Guarea polymera Little
- Guarea pterorhachis Harms
- Guarea pubescens (Richard) A.Juss.
- Guarea purusana C.DC.
- Guarea pyriformis T.D.Pennington
- Guarea quadrangularis M.E.Morales-Puentes
- Guarea reticulatovenosa T.D.Penn.
- Guarea rhopalocarpa Radlk.
- Guarea riparia W.A.Palacios
- Guarea scabra A.Juss.
- Guarea silvatica C.DC.
- Guarea sphenophylla Urb.
- Guarea sprucei C.DC.
- Guarea subandina W.Palacios
- Guarea suberosa C.DC.
- Guarea subsessilifolia Al.Rodr.
- Guarea subsetulosa Harms
- Guarea tafae-malekui Al.Rodr.
- Guarea talamancana J.Gómez-Laurito & M.Valerio
- Guarea trunciflora C.DC.
- Guarea velutina A.Juss.
- Guarea venenata T.D.Pennington
- Guarea zarceroensis Coronado
- Guarea zepivae T.D.Penn.

Selon GRIN (7 mars 2020) :
- Guarea cedrata (A. Chev.) Pellegr.
- Guarea glabra Vahl
- Guarea grandifolia DC.
- Guarea guidonia (L.) Sleumer
- Guarea kegelii Turcz.
- Guarea pterorhachis Harms
- Guarea spp.
- Guarea thompsonii Sprague & Hutch.

Selon ITIS (7 mars 2020) :
- Guarea glabra Vahl
- Guarea guidonia (L.) Sleumer

Selon NCBI (7 mars 2020) :
- Guarea anomala
- Guarea bijuga
- Guarea blanchetii
- Guarea bullata
- Guarea carapoides
- Guarea carinata
- Guarea caulobotrys
- Guarea chiricana
- Guarea cinnamomea
- Guarea costata
- Guarea cristata
- Guarea ecuadoriensis
- Guarea fissicalyx
- Guarea fistulosa
- Guarea gentryi
- Guarea glabra
- Guarea gomma
- Guarea gracilis
- Guarea grandifolia
- Guarea guentheri
- Guarea guidonia
- Guarea jamaicensis
- Guarea kunthiana
- Guarea luxii
- Guarea macrocalyx
- Guarea macrophylla
  - sous-espèce Guarea macrophylla subsp. macrophylla
- Guarea michel-moddei
- Guarea microcarpa
- Guarea pendula
- Guarea persistens
- Guarea pterorhachis
- Guarea pubescens
- Guarea purusana
- Guarea pyriformis
- Guarea riparia
- Guarea silvatica
- Guarea sprucei
- Guarea subandina
- Guarea tafae-malekui
- Guarea tonduzii
- Guarea velutina
- Guarea zarceroensis
- Guarea zepivae

Selon The Plant List (7 mars 2020) :
- Guarea adenophylla Al.Rodr.
- Guarea aguilarii Al.Rodr.
- Guarea arcuata Coronado
- Guarea blanchetii C.DC.
- Guarea carapoides Harms
- Guarea carinata Ducke
- Guarea cartaguenya Cuatrec.
- Guarea casimiriana Harms
- Guarea caulobotryis Cuatrec.
- Guarea cedrata (A.Chev.) Pellegr.
- Guarea ciliata Al.Rodr.
- Guarea cinnamomea Harms
- Guarea constricta Al.Rodr.
- Guarea convergens T.D.Penn.
- Guarea corrugata Cuatrec.
- Guarea corticosa Al.Rodr.
- Guarea costata A.Juss.
- Guarea crispa T.D.Penn.
- Guarea cristata T.D.Penn.
- Guarea ecuadoriensis W.Palacios
- Guarea eriorhachis Harms
- Guarea fistulosa W.Palacios
- Guarea gentryi Coronado
- Guarea glabra Vahl
- Guarea glomerulata Harms
- Guarea gomma Pulle
- Guarea guentheri Harms
- Guarea guidonia (L.) Sleumer
- Guarea hoffmanniana C.DC.
- Guarea humaitensis T.D.Penn.
- Guarea inesiana Al.Rodr.
- Guarea jamaicensis Proctor
- Guarea juglandiformis T.D.Penn.
- Guarea kunthiana A.Juss.
- Guarea laurentii De Wild.
- Guarea ledermannii Harms
- Guarea leonensis Hutch. & Dalziel
- Guarea lozanii Morales-P.
- Guarea luciae Barreiros
- Guarea macrocalyx Al.Rodr.
- Guarea macrophylla Vahl
- Guarea mangenotiana (Aké Assi & Lorougnon) J.J.de Wilde
- Guarea megantha A.Juss.
- Guarea mexicana Coronado
- Guarea michel-moddei T.D.Penn. & S.A.Mori
- Guarea montana Al.Rodr.
- Guarea pendula R.da Silva Ramalho, A.L.Pinheiro & T.D.Penn.
- Guarea penningtoniana A.L.Pinheiro
- Guarea persistens W.Palacios
- Guarea petenensis Coronado
- Guarea pilosa Al.Rodr.
- Guarea polymera Little
- Guarea pterorhachis Harms
- Guarea pubescens (Rich.) A.Juss.
- Guarea purusana C.DC.
- Guarea pyriformis T.D.Penn.
- Guarea quadrangularis Morales-P.
- Guarea rhopalocarpa Radlk.
- Guarea riparia W.Palacios
- Guarea scabra A.Juss.
- Guarea silvatica C.DC.
- Guarea sphenophylla Urb.
- Guarea sprucei C.DC.
- Guarea subandina W.Palacios
- Guarea subsessilifolia Al.Rodr.
- Guarea tafae-malekui Al.Rodr.
- Guarea talamancana Gómez-Laur. & Valerio
- Guarea thompsonii Sprague & Hutch.
- Guarea trunciflora C.DC.
- Guarea velutina A.Juss.
- Guarea venenata T.D.Penn.
- Guarea zarceroensis Coronado

Selon Tropicos (7 mars 2020) (Attention liste brute contenant possiblement des synonymes) :
- Guarea acreana C. DC.
- Guarea adenocarpa Pittier
- Guarea adenophylla Al. Rodr.
- Guarea affinis A. Juss.
- Guarea africana Welw. ex C. DC.
- Guarea aguilarii Al. Rodr.
- Guarea alba C. DC.
- Guarea alborosea Rusby
- Guarea aligera Harms
- Guarea alitipetiolata De Wild.
- Guarea alliacea Blume
- Guarea alliaria Buch.-Ham.
- Guarea alternans C. DC.
- Guarea andreana C. DC.
- Guarea angustifolia C. DC.
- Guarea anomala T.D. Penn.
- Guarea apiiodora Baill.
- Guarea apiodora Baill.
- Guarea arcuata Coronado
- Guarea aristata Penn.
- Guarea aubletii A. Juss.
- Guarea balansae C. DC.
- Guarea bangii Rusby
- Guarea bijuga C. DC.
- Guarea bilibil C. DC.
- Guarea bilocularis C. DC.
- Guarea binectarifera Roxb.
- Guarea bipindeana C. DC.
- Guarea blanchetii C. DC.
- Guarea borisii Harms
- Guarea brachystachya Sesse & Mocino ex DC.
- Guarea brevianthera C. DC.
- Guarea bullata Radlk.
- Guarea cabirme C. DC.
- Guarea campestris C. DC.
- Guarea caoba C. DC.
- Guarea carapoides Harms
- Guarea carinata Ducke
- Guarea cartaguenya Cuatrec.
- Guarea casimiriana Harms
- Guarea cauliflora Spreng.
- Guarea cauliracemosa W. Palacios
- Guarea caulobotrys Cuatrec.
- Guarea cedrata (A. Chev.) Pellegr.
- Guarea cernua Vell.
- Guarea chalde Cuatrec.
- Guarea chiapensis S.F. Blake
- Guarea chichon C. DC.
- Guarea chiricana Standl.
- Guarea chirriactensis Standl. & Steyerm.
- Guarea ciliata Al. Rodr.
- Guarea cinnamomea Harms
- Guarea claessensii De Wild.
- Guarea clausseniana C. DC.
- Guarea concinna Sandwith
- Guarea constricta Al. Rodr.
- Guarea convergens T.D. Penn.
- Guarea cook-griggsii C. DC.
- Guarea coriacea C. DC.
- Guarea corrugata Cuatrec.
- Guarea corticosa Al. Rodr.
- Guarea costata A. Juss.
- Guarea costulata C. DC.
- Guarea crispa T.D. Penn.
- Guarea cristata T.D. Penn.
- Guarea culebrana C. DC.
- Guarea cuspidata C. DC.
- Guarea davisii Sandwith
- Guarea delgadoi Pittier
- Guarea demerarana C. DC.
- Guarea densiflora Poepp. & Endl.
- Guarea depauperata Harms
- Guarea diversifolia C. DC.
- Guarea donnell-smithii C. DC.
- Guarea duckei C. DC.
- Guarea dumetorum C. DC.
- Guarea ecuadoriensis W. Palacios
- Guarea eggersii C. DC.
- Guarea eriorhachis Harms
- Guarea erythrocarpa C. DC.
- Guarea excelsa Kunth
- Guarea fiebrigii C. DC.
- Guarea filiformis Ruiz ex C. DC.
- Guarea fissicalyx Harms
- Guarea fistulosa W. Palacios
- Guarea francavillana C. DC.
- Guarea franciscoana C. DC.
- Guarea frutescens C. DC.
- Guarea fulva Triana & Planch.
- Guarea gardneri C. DC.
- Guarea gentryi Coronado
- Guarea gigantea Triana & Planch.
- Guarea glabra Vahl
- Guarea glabrescens (Hook. & Arn.) S.F. Blake
- Guarea glauca Triana & Planch.
- Guarea glaziovii C. DC.
- Guarea glomerulata Harms
- Guarea gobara Buch.-Ham.
- Guarea gomma Pulle
- Guarea gotadhora Buch.-Ham.
- Guarea gracilis T.D. Penn.
- Guarea grandifoliola C. DC.
- Guarea grossa T.D. Penn.
- Guarea guara (Jacq.) P. Wilson
- Guarea guedesii C. DC.
- Guarea guentheri Harms
- Guarea guidonia (L.) Sleumer
- Guarea hassleri C. DC.
- Guarea heterophylla S.F. Blake
- Guarea hirsuta C. DC.
- Guarea hoffmanniana C. DC.
- Guarea huberi C. DC.
- Guarea humaitensis T.D. Penn.
- Guarea humilis Bertero ex DC.
- Guarea inesiana Al. Rodr.
- Guarea jaeggiana C. DC.
- Guarea jamaicensis Proctor
- Guarea japurensis C. DC.
- Guarea jatuaranana Harms
- Guarea jelskiana (Harms) J.F. Macbr.
- Guarea juglandiformis T.D. Penn.
- Guarea kegelii Turcz.
- Guarea klugii Harms
- Guarea kunthiana A. Juss.
- Guarea langsdorffiana C. DC.
- Guarea laurentii De Wild.
- Guarea le-testui Pellegr.
- Guarea ledermannii Harms
- Guarea lenticellata Coronado
- Guarea leonensis Hutch. & Dalziel
- Guarea leptotricha Harms
- Guarea lessoniana A. Juss.
- Guarea leticiana Harms
- Guarea leucantha C. DC.
- Guarea lherminieri C. DC.
- Guarea lindbergii C. DC.
- Guarea longifoliola C. DC.
- Guarea longipetiola C. DC.
- Guarea lozanii M.E. Morales
- Guarea lozanoi M.E. Morales
- Guarea luciae Barreiros
- Guarea luxii C. DC.
- Guarea macrantha Standl. & L.O. Williams
- Guarea macrobotrys Poepp.
- Guarea macrocalyx Al. Rodr.
- Guarea macrocarpa Blume
- Guarea macropetala T.D. Penn.
- Guarea macrophylla Vahl
- Guarea makrinii S.F. Blake
- Guarea mancharra Cuatrec.
- Guarea mangenotiana (Aké Assi & Lorougnon) J.J. de Wilde
- Guarea martiana C. DC.
- Guarea matudae Lundell
- Guarea maynasiana C. DC.
- Guarea mayombensis Pellegr.
- Guarea megacostata T.D. Penn.
- Guarea megalantha M. Roem.
- Guarea megantha A. Juss.
- Guarea megaphylla Cuatrec.
- Guarea membranacea Rusby
- Guarea mexicana Coronado
- Guarea michel-moddei T.D. Penn. & S.A. Mori
- Guarea microcalyx Harms
- Guarea microcarpa C. DC.
- Guarea microphylla Hook.
- Guarea microsepala (Harms) J.F. Macbr.
- Guarea mikaniana C. DC.
- Guarea mollicoma Pittier
- Guarea montana Al. Rodr.
- Guarea mucronulata C. DC.
- Guarea muelleri C. DC.
- Guarea multiflora A. Juss.
- Guarea multijuga A. Juss.
- Guarea nemorensis C. DC.
- Guarea ngounyensis Pellegr.
- Guarea nigerica Baker f.
- Guarea oblongiflora C. DC.
- Guarea obtusata S.F. Blake
- Guarea obtusifolia Lam.
- Guarea odorata C. DC.
- Guarea ovalis (Rusby) Rusby
- Guarea oyemensis Pellegr.
- Guarea pallida C. DC.
- Guarea palmeri Rose ex C. DC.
- Guarea paniculata Roxb.
- Guarea paraensis C. DC.
- Guarea parva C. DC.
- Guarea parviflora Baker f.
- Guarea parvifolia C. DC.
- Guarea parvifoliola C. DC.
- Guarea pauciflora Sessé & Moc.
- Guarea pedicellata C. DC.
- Guarea pendula R.S. Ramalho, A.L. Pinheiro & T.D. Penn.
- Guarea pendulispica C. DC.
- Guarea penningtoniana M.E. Morales
- Guarea perrottetiana A. Juss.
- Guarea perrottetii Griseb.
- Guarea persistens W. Palacios
- Guarea perusana C. DC.
- Guarea petenensis Coronado
- Guarea petensis Coronado
- Guarea petiolulata C. DC.
- Guarea pierreana Harms
- Guarea pilanthera C. DC.
- Guarea pilosa Al. Rodr.
- Guarea pittieri C. DC.
- Guarea poeppigii Triana & Planch.
- Guarea pohlii C. DC.
- Guarea polyantha S.F. Blake
- Guarea polymera Little
- Guarea porcata M. Roem.
- Guarea procerum Wall.
- Guarea pterorhachis Harms
- Guarea puberula Pittier
- Guarea pubescens (Rich.) A. Juss.
- Guarea pubiflora A. Juss.
- Guarea punctata C. DC.
- Guarea punctulata C. DC.
- Guarea pungans A. St.-Hil.
- Guarea purgans A. Juss.
- Guarea purpurea C. DC.
- Guarea purusana C. DC.
- Guarea pyriformis T.D. Penn.
- Guarea quadrangularis M.E. Morales
- Guarea racemiformis S.F. Blake
- Guarea raimondii J.F. Macbr.
- Guarea ramiflora Vent.
- Guarea reticulatovenosa T.D. Penn.
- Guarea rhabdotocarpa Harms
- Guarea rhopalocarpa Radlk.
- Guarea richardiana A. Juss.
- Guarea riedelii C. DC.
- Guarea riparia W. Palacios
- Guarea ripicola C. DC.
- Guarea rivularis Palacios
- Guarea rosea C. DC.
- Guarea rovirosae C. DC.
- Guarea ruagea C. DC.
- Guarea rubescens C. DC.
- Guarea rubicalyx S. Moore
- Guarea rubra C. DC.
- Guarea rubricalyx S. Moore
- Guarea rubrisepala Cuatrec.
- Guarea rusbyi (Britton) Rusby
- Guarea salgadensis C. DC.
- Guarea scabra A. Juss.
- Guarea schomburgkii C. DC.
- Guarea selloana C. DC.
- Guarea silvatica C. DC.
- Guarea silvicola C. DC.
- Guarea simplicifolia C. DC.
- Guarea smithii C. DC.
- Guarea solitudinis Harms
- Guarea sphenophylla Urb.
- Guarea spicaeflora A. Juss.
- Guarea spicata C. DC.
- Guarea sprucei C. DC.
- Guarea staudtii Harms
- Guarea steinbachii Harms
- Guarea subandina W. Palacios
- Guarea subersoa C. DC.
- Guarea subnudipetala C. DC.
- Guarea subsessiliflora C. DC.
- Guarea subsessilifolia Al. Rodr.
- Guarea subsetulosa Harms
- Guarea subspicata C. DC.
- Guarea subviridiflora C. DC. ex Harms
- Guarea swartzii C. DC.
- Guarea sylvestris S. Moore
- Guarea syringoides C.H. Wright
- Guarea tafae-malekui Al. Rodr.
- Guarea talamancana Gómez-Laur. & M. Valerio
- Guarea ternifoliola C. DC.
- Guarea tessmannii J.F. Macbr.
- Guarea thompsonii Sprague & Hutch.
- Guarea tonduzii C. DC.
- Guarea trianae C. DC.
- Guarea trompillo C. DC.
- Guarea trunciflora C. DC.
- Guarea tuberculata Vell.
- Guarea tuerckheimii C. DC.
- Guarea tuisana C. DC.
- Guarea turrialbana J. León
- Guarea ulei Harms ex C. DC.
- Guarea vahliana A. Juss.
- Guarea vasquezii W. Palacios
- Guarea velutina A. Juss.
- Guarea venenata T.D. Penn.
- Guarea veraguensis Coronado
- Guarea verrucosa C. DC.
- Guarea verruculosa C. DC.
- Guarea virescens C. DC.
- Guarea warmingiana C. DC.
- Guarea weberbaueri C. DC.
- Guarea williamsii C. DC.
- Guarea xiroresana C. DC.
- Guarea yungasana Briq.
- Guarea zarceroensis Coronado
- Guarea zenkeri Harms
- Guarea zepivae T.D. Penn.